# ارل موهان
ارل موهان (انگلیسی: Earl Mohan؛ ‏ ۱۲ نوامبر ۱۸۸۹ – ۱۵ اکتبر ۱۹۲۸) بازیگر اهل ایالات متحده آمریکا بود. وی بین سال‌های ۱۹۱۵ تا ۱۹۲۷ میلادی فعالیت می‌کرد.

## گزیدهٔ فیلم‌شناسی
- لوک، فراهم‌کننده بیمار
- لوک، گلادیاتور
- لوک اموال چپاول‌شده را پیدا می‌کند
- لوک تنها در تین کن الی
- خواب پراکنده لوک
- آتش‌بازی‌های ناکام لوک
- اخبار جانانه لوک
- نابسامانی سینمایی لوک
- لوک، جعل‌کننده هویت
- آماده‌سازی‌های لوک برای آماده بودن
- زب در مقابل پاپریکا
- روز پرمشغله لوک
- یک دست‌وپاچلفتی در زمین گلف
- ایمنی آخر از همه!
- دل‌های منجمد
- محض رضای خدا
- دِین خود را ادا کن
- حقیقت تمام و کمال
- تصاویر لحظه‌ای رگتایم
- یا همین حالا یا هیچ‌وقت
- آزادی از دست‌رفته لوک
- نزدیک دوبلین
- شادی مادر
- رئیس بزرگ سرخپوستان
- خجالتی